# ميجان لان
ميجان لان هي فارسة سباق كندية، ولدت في 4 يوليو 1991 في كولينجوود في كندا.

## وصلات خارجية
- ميجان لان على موقع الاتحاد الدولي للفروسية (الإنجليزية)
- ميجان لان على موقع FEI (رابط بديل) (الإنجليزية)
- ميجان لان على موقع أوليمبيديا (الإنجليزية)
- ميجان لان على موقع اللجنة الأولمبية الكندية (الإنجليزية)